# Плюс Европа
«Плюс Европа» или «Больше Европы» (итал. Più Europa или +Европа; +Eu или +E) — либеральная и европейская федералистская политическая партия в Италии, входящая в левоцентристскую коалицию и в европейскую партию «Альянс либералов и демократов за Европу».
Лидерами партии являются Эмма Бонино и Бенедетто Делла Ведова.

## История

### Основание
«Плюс Европа» была основана в ноябре 2017 года, стремясь принять участие во всеобщих выборах 2018 года в рамках левоцентристской коалиции, в центре которой находится Демократическая партия (ДП). Членами-основателями были две либеральные и отчетливо проевропейские партии: Итальянские радикалы (RI), ведущими членами которой были Эмма Бонино (бывший министр международной торговли и иностранных дел), Риккардо Маги и Марко Каппато, и Forza Europa (FE) во главе с Бенедетто Делла Ведовой, бывшим радикалом, избранным в 2013 году от партии «Будущее и свобода» (FLI), а затем перешедшим через «Гражданский выбор» (SC). К RI и FE присоединились отдельные члены подгруппы Граждан и новаторов (CI) в Палате депутатов, сформированной из бывших членов SC (два депутата CI, Андреа Мацциотти и Стефано Дамбруозо, уже были связаны с FE).
Анджело Бонелли, координатор Федерации зеленых, ранее предложил радикалам совместный список вместе с Прогрессивным лагерем (CP), потенциальной партией, созданной Джулиано Пизапиа, под названием «Экология, Европа, Права». Однако Пизапиа объявил, что не будет участвовать в выборах, и объявил, что опыт CP закончился, в то время как радикалы организовали +Eu, а зеленые сформируют альтернативный список под названием «Вместе».

### Всеобщие выборы 2018 г.
В начале января 2018 года Бонино и Делла Ведова объявили, что +Eu будет работать как отдельный список по техническим причинам, связанным с новыми законами о выборах. В то время как руководство ДП пыталось найти решение этих проблем, 4 января Бруно Табаччи, лидер центристского, в основном христианско-демократического, а также проевропейского Демократического центра (ХД), объявил, что его партия присоединится к коалиция + ЕС в союзе с ДП, чтобы преодолеть эти проблемы. Позже, в январе, +Eu была расширена также до Прогрессивной зоны (AP), небольшая левая партия возникла в результате роспуска вышеупомянутой CP.
Список набрал 2,6 % голосов на выборах, не дотянув до 3%-го порога, но получил три места в одномандатных округах (Бонино в Сенат, Маги и Табаччи в Палату) и одного среди итальянцев за границей (Алессандро Фузаккиа, радикала, в европейском избирательном округе). После выборов +Eu была частью оппозиции первому правительству Джузеппе Конте, состоящей из коалиции Движения пяти звезд (M5S) и Лиги.
На региональных выборах, состоявшихся в тот же день, что и всеобщие выборы, +Eu получила одно место в Ломбардии и одно место в Лацио.

### Политическая партия
В июле 2018 года +Eu начала организовываться как полноценная партия. Было решено, что комитет под председательством Джанфранко Спадачча (давний радикал) будет руководить +Eu до учредительного съезда, запланированного на январь 2019 года. Новообразованный комитет назначил Деллу Ведову координатором. В январе 2019 года на конгрессе Делла Ведова была избрана секретарем +Eu с 55,7 % голосов, победив Марко Каппато (30,2 %) и Алессандро Фусаччиа (14,1 %).
В феврале 2019 года партия была принята в партию « Альянс либералов и демократов за Европу».
В преддверии выборов в Европейский парламент 2019 года к +Eu присоединились: Италия в общем (IiC), зелёная и прогрессивная партия во главе с Федерико Пиццаротти ; Итальянская социалистическая партия (ИСП), небольшая социал-демократическая партия, член Партии европейских социалистов (ПЕС); Итальянская республиканская партия (PRI); итальянская секция Европейской демократической партии (EDP/PDE), возглавляемая Франческо Рутелли; и, на северо-востоке, Команда Кёлленшпергера (TK), либеральная партия из Южного Тироля, член-наблюдатель партии ALDE. В список вошли, наряду с Бонино и Делла Ведова: Дэвид Боррелли и Даниэла Айуто, два члена Европарламента, оба изначально избранные от M5S; Федерика Саббати, бывший генеральный секретарь партии ALDE; и искусствовед Филипп Даверио.
На выборах партия получила 3,1% голосов, не превысив 4%-го порога, и, таким образом, не получила депутатов Европарламента.

### Расколы и новые союзы
В августе 2019 года напряженность внутри коалиции, поддерживающей правительство, выросла, что привело к вынесению Лигой вотума недоверия. Во время следующего правительственного кризиса M5S и ДП договорились вместе сформировать новый кабинет под руководством уходящего премьер-министра Конте. В сентябре +Eu решила не поддерживать недавно сформированный кабинет Конте II, несмотря на оппозицию Табаччи, Маги и Фусаччиа. Все трое проголосовали за правительство в Палате, а Бонино проголосовал против в Сенате. Следовательно, Табаччи вывел CD, который продолжал действовать как ассоциированная сторона, из +Eu. Тем не менее, некоторые ведущие участники CD, в том числе Фабрицио Ферранделли, предпочли остаться в +Eu. Делла Ведова заверила, что партия продолжит свою деятельность и после ухода CD. В октябре также Фусаккиа объявил, что покидает партию, в которой остался только один депутат, Маги который остался, несмотря на его раннюю поддержку правительства.
На региональных выборах 2020 года +Еу получил место в Кампании, проиграв в других местах, особенно в Венето, Тоскане и Апулии.
В ноябре 2020 года Маги и Бонино сформировали совместные подгруппы в Смешанных группах Палаты и Сената, соответственно, с депутатами и сенаторами, связанными с Действием (Az), политической партией, возглавляемой Карло Календой . Подгруппа в Палате насчитывала четырёх депутатов, подгруппа в Сенате — трех сенаторов.
В феврале 2021 года Делла Ведова был назначен заместителем министра иностранных дел в правительстве Марио Драги .
В марте 2021 года Карло Коттарелли, бывший директор Международного валютного фонда, был выбран +Eu, Az, PRI, Либерально-демократическим альянсом Италии (ALI) и The Liberals главой научного комитета, призванного разработать совместный политическая программа.
Также в марте во время национального собрания казначей Валерио Федерико получил вотум недоверия, и Бонино покинула партию в знак протеста. Движение поддержали Маги, Игорь Бони, Сильвия Манци, Пьеркамильо Фаласка и Кармело Пальма, первые три ведущих члена итальянских радикалов, а последние два бывших близких соратника Делла Ведова. Впоследствии Делла Ведова ушла с поста секретаря. В результате съезд должен был состояться в течение трех месяцев. Впоследствии Пальма заменил Федерико на посту казначея. В конце мая Микеле Усуэлли был назначен новым казначеем, а конгресс был перенесен на июль.
В июле, во время второго съезда партии, Бонино вернулась в лоно партии, а Делла Ведова, Маги и Мария Саэли были избраны секретарем, президентом и казначеем соответственно. Делла Ведова получила 77% голосов делегатов, а Маги — 60%, а Саэли не встретил сопротивления.
В январе 2022 года партия сформировала федерацию с «Действием».

## Состав партии

### Партии-
| Вечеринка | Вечеринка             | Основная идеология | Лидер                  |
| --------- | --------------------- | ------------------ | ---------------------- |
|           | Итальянские радикалы  | Либерализм         | Эмма Бонино            |
|           | Форца Европа          | Либерализм         | Бенедетто Делла Ведова |
|           | Демократический центр | Христианские левые | Бруно Табаччи          |

### Ассоциированные партии на данный момент
| Вечеринка | Вечеринка                          | Основная идеология | Лидер                  |
| --------- | ---------------------------------- | ------------------ | ---------------------- |
|           | Итальянские радикалы               | Либерализм         | Эмма Бонино            |
|           | Форца Европа                       | Либерализм         | Бенедетто Делла Ведова |
|           | Италия в общем                     | прогрессивизм      | Федерико Пиццаротти    |
|           | Итальянская республиканская партия | Либерализм         | Коррадо Сапонаро       |
|           | Европейская демократическая партия | Центризм           | Франческо Рутелли      |
|           | Команда Кёлленшпергера             | Либерализм         | Пол Кёлленшпергер      |

### Бывшие ассоциированные партии
| Вечеринка | Вечеринка                           | Основная идеология        | Лидер          |
| --------- | ----------------------------------- | ------------------------- | -------------- |
|           | Прогрессивная территория            | Демократический социализм | Мишель Рагоста |
|           | Демократический центр               | Центризм                  | Бруно Табаччи  |
|           | Итальянская социалистическая партия | Социал-демократия         | Энцо Марайо    |

## Результаты выборов

### итальянский парламент
| Палата депутатов |                     |      |          |     |             |
| Год выборов      | Голоса              | %    | Места    | +/- | Лидер       |
| 2018             | 841 468 (7-е место) | 2,56 | 3 из 630 | -   | Эмма Бонино |

| Сенат Республики |                     |      |          |     |             |
| Год выборов      | Голоса              | %    | Места    | +/- | Лидер       |
| 2018             | 714 821 (7-е место) | 2,37 | 1 из 315 | -   | Эмма Бонино |

### Европейский парламент
| Европейский парламент |               |      |         |     |                        |
| Год выборов           | Голоса        | %    | Места   | +/- | Лидер                  |
| 2019                  | 833 443 (6-й) | 3.11 | 0 из 76 | —   | Бенедетто Делла Ведова |